# ТОР «Большой Камень»
Территория опережающего социально-экономического развития «Большой Камень» — территория в Приморском крае России, на которой установлен особый правовой режим осуществления предпринимательской деятельности. Создана в 2016 году. Основная специализация ТОР — судостроение и логистика.

## Развитие территории
ТОР «Большой Камень» была создана одной из первых на Дальнем Востоке в соответствии с Постановлением Правительства РФ от 28 января 2016 года № 43. В октябре 2016 года правительство приняло решение о расширении ТОР «Большой Камень», в границы которого были дополнительно включены пять участков, расположенных на территории городского округа Большой Камень.
В июле 2021 года, в соответствии с поступившим ранее предложением Минвостокразвития России (Министерства Российской Федерации по развитию Дальнего Востока и Арктики), правительством было принято решение об очередном расширении территории опережающего развития ТОР «Большой Камень»: прежде всего, за счёт участков под строительство Приморского металлургического завода и сопутствующей инфраструктуры.
Также в июле 2021 года было объявлено о вхождении в состав ТОР Промышленного парка «Большой Камень». На резидентов парка распространяются как налоговые преференции в рамках режима ТОР «Большой Камень», так и льготы по аренде земельных участков и складских помещений. Официально управляющая компания промышленного парка стала резидентом ТОР в декабре 2021 года.
В декабре 2021 года Минвостокразвития России вышло с предложением о расширении границы ТОР «Большой Камень» предлагается расширить за счёт акватории одноимённой бухты. Отмечается, что это позволит резидентам ТОР, в числе прочего, использовать на акватории механизм свободной таможенной зоны.
Требования к потенциальным резидентам предусматривают, что компания-соискатель должна быть зарегистрированы в ТОР «Большой камень», не должны иметь филиалов вне ТОР, предоставить минимальный объём инвестиций не менее 500 тыс. рублей, не находиться в процессе ликвидации, банкротства или реорганизации и соответствовать профильным видам деятельности ТОР.
По состоянию на конец 2021 года на территории опережающего развития зарегистрировано 23 резидента, общая сумма заявленных инвестиций составляет 393,9 млрд рублей,
количество создаваемых рабочих мест — более 17 тысяч. Якорные резиденты ТОР — Судостроительный комплекс «Звезда» и "Дальневосточный завод «Звезда».

## Резиденты
Резиденты территорий опережающего социально-экономического развития получают ряд налоговых льгот. В частности, нулевой налог на прибыль в течение 5 лет с момента первой прибыли, нулевой налог на землю в течение 3-5 лет, нулевые таможенные пошлины и таможенный НДС при применении процедуры свободной таможенной зоны и прочие льготы.
Среди резидентов ТОР «Большой камень» — Судостроительный комплекс «Звезда», "Дальневосточный завод «Звезда», Приморский металлургический завод, «Корпорация развития жилищного строительства», «Завод по производству винто-рулевых колонок Сапфир», Управляющая компания промышленного парка «Большой Камень» и др.